# إيرل كونينغهام
إيرل كونينغهام (بالإنجليزية: Earl Cunningham)‏ هو رسام أمريكي، ولد في 1893، وتوفي في 1977.